# Heronidrilus bihamis
Heronidrilus bihamis är en ringmaskart som beskrevs av Erséus och Clara Octavia Jamieson 1981. Heronidrilus bihamis ingår i släktet Heronidrilus och familjen glattmaskar. Inga underarter finns listade i Catalogue of Life.